# Tabakfabrik (Rovereto)
Koordinaten: 45° 53′ 1,7″ N, 11° 1′ 16,3″ O

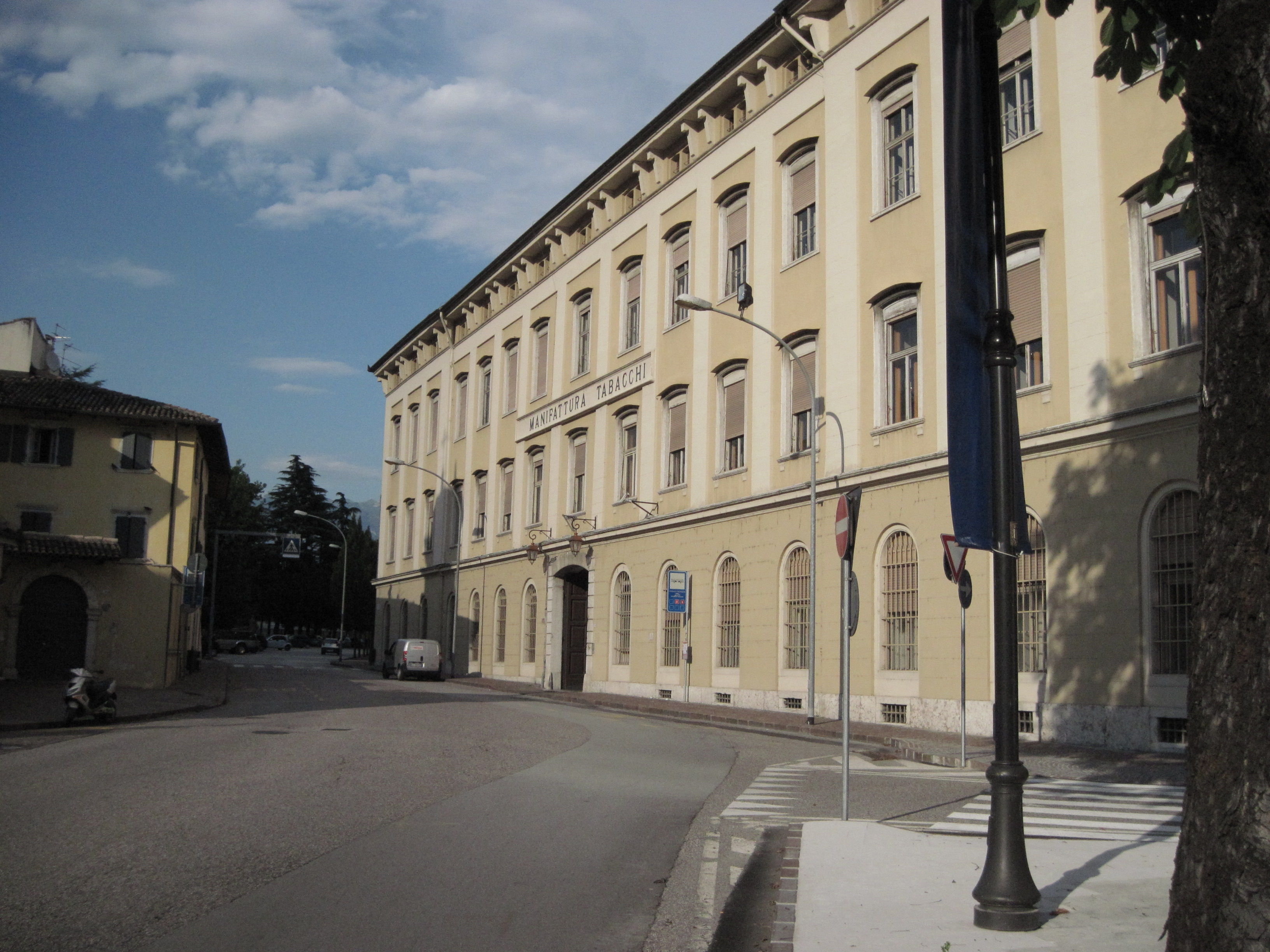
Fassade der ehemaligen Tabakfabrik

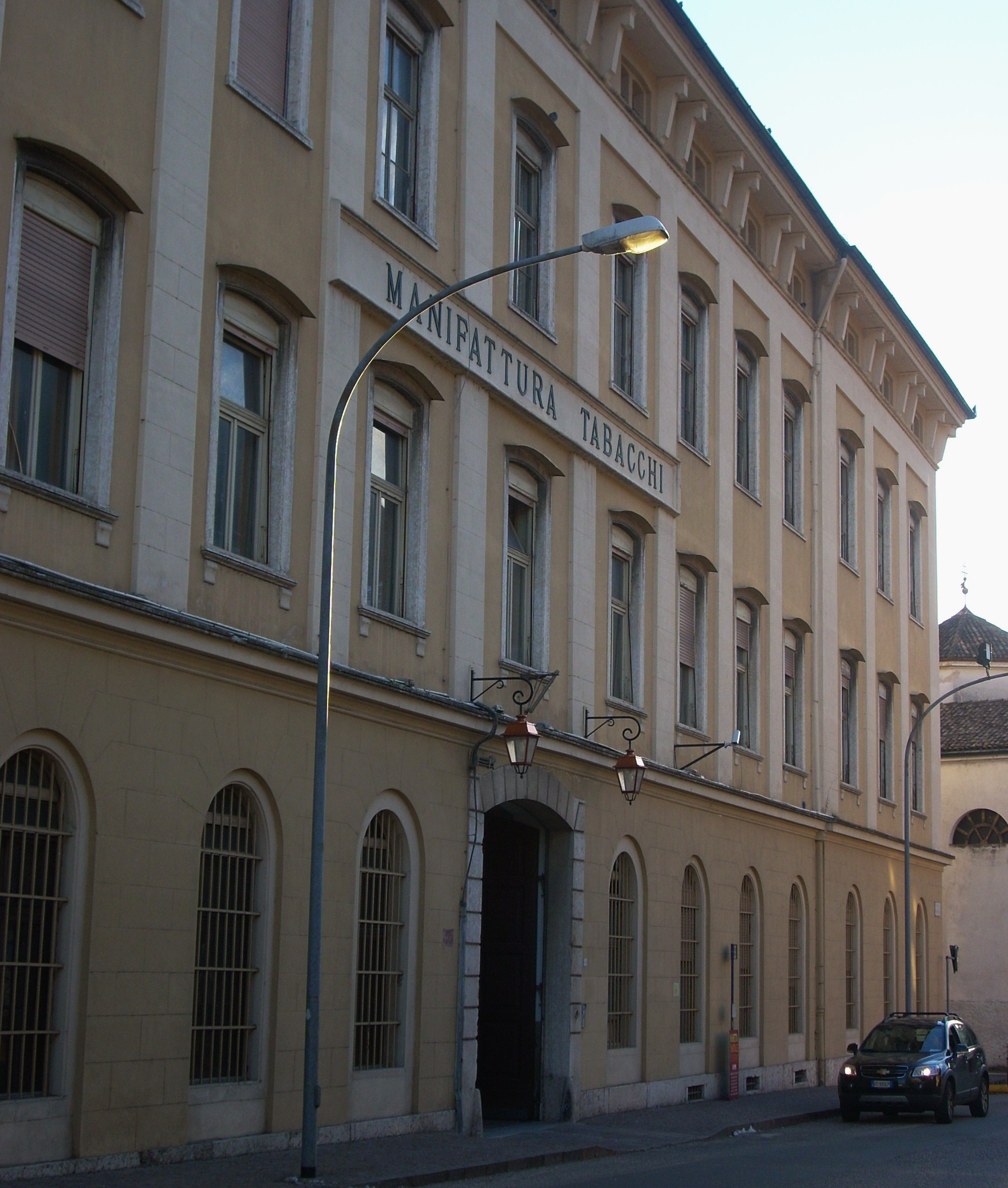
Haupteingang

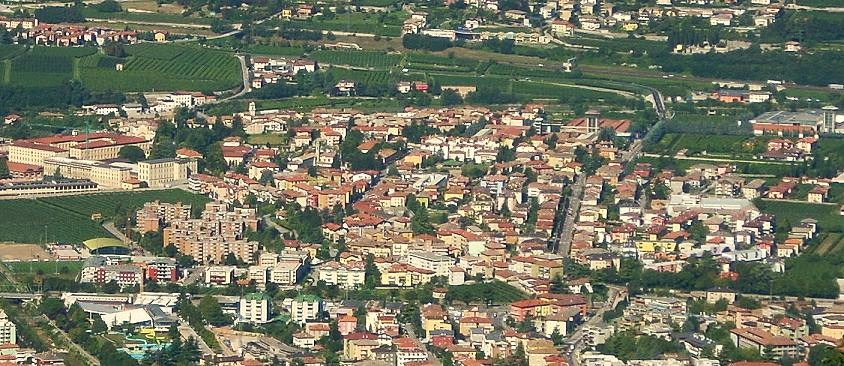
Das Gebiet von Borgo Sacco, links im Bild die Manifattura Tabacchi

Die K. u. k. Tabakfabrik (italienisch: Manifattura Tabacchi) in Borgo Sacco (heute Teil von Rovereto) wurde in den 1850er-Jahren begründet und blieb bis 2008 in Betrieb. Danach wurde das Areal in einen Technologiepark umgewandelt.

## Geschichte
Tabakanbau und -verarbeitung begann im Trentino Ende des 16. Jahrhunderts. Mitte des 19. Jahrhunderts wurde die Gemeinde Sacco, mitten im Tabakgebiet gelegen, als neuer Standort einer kaiserlich österreichischen Tabakfabrik ausgewählt. Zu jener Zeit befand sich die Seidenmanufaktur, lange ein wichtiges Standbein der Wirtschaft um Rovereto, in einer Krise. Am 20. März 1851 kam es zu einem Abkommen zwischen dem österreichischen Finanzministerium und der Gemeinde Sacco über die Errichtung einer Tabakfabrik. Das Land und die Rohstoffe für den Bau wurden von der Gemeinde zur Verfügung gestellt. Auch die Gemeinde Rovereto beteiligte sich an den Kosten. Für die Energieerzeugung wurde ein Wasserrad eingesetzt, das durch einen vom Torrente Leno abgeleiteten unterirdischen Wasserkanal angetrieben wurde.
Der Komplex konnte 1854 in Betrieb genommen werden, mit anfangs zwei Arbeitsräumen für je 220 Arbeiterinnen. Die Fabrik lieferte zunächst vier Produkte: Virginiazigarren, Schnupftabak, Tabakextrakte und gerollte Zigaretten. Rasch wurde sie zu einer der bedeutendsten Tabakfabriken des Kaiserreichs und zum beschäftigungsstärksten Unternehmen im Trentino. Im Lauf der Jahrzehnte kam es auch zu einer Reihe arbeitsrechtlicher Neuerungen, darunter eine Kindertagesstätte für die Kinder der Arbeiterinnen, ein Sozialfonds sowie eine Gewerkschaft. Durch den Ersten Weltkrieg kam es zu einem Produktionsstopp, woraufhin das gesamte Personal an die Tabakfirmen in Linz und in Böhmen verlegt wurde. Nach Kriegsende fiel das Trentino an das Königreich Italien und die Fabrik geriet unter die Kontrolle des königlichen Staatsmonopols. Alle 1.400 Angestellten konnten bei der Wiedereröffnung am 19. März 1919 an ihren Arbeitsplatz zurückkehren. Allerdings wurde durch Rationalisierung der Arbeitsabläufe die Beschäftigtenzahl sukzessive reduziert und lag um 1935 nur noch bei etwa 700.
Während des Zweiten Weltkriegs konnte die Produktion beinahe ungestört fortgesetzt werden, die Fabrik hatte kaum Schäden zu beklagen. Ab 1948 setzte ein Modernisierungsprozess ein, 1953 wurde die Zigarren- zugunsten der Zigarettenproduktion aufgegeben. Der Tabakanbau in der Gegend erlebte unterdessen einen schleichenden Niedergang. 1969 wurde die Fabrik Lizenznehmer von Philip Morris, 1970 wurde das neue technisierte Industriegebiet in direkter Nachbarschaft der alten Fabrik in Betrieb genommen. Durch den Umstieg auf Maschinen verschob sich das Geschlechterverhältnis unter den Angestellten stark zugunsten der Männer, während die Gesamtanzahl bei etwa 700 blieb. Nach der Aufgabe des italienischen Staatsmonopols auf Tabak ging die Fabrik zunächst auf den Ente Tabacchi Italiani (ETI) über und wurde schließlich 2003 an British American Tobacco (BAT) verkauft. Die Anzahl der Beschäftigten sank daraufhin rapide, bis BAT den Standort am 31. März 2008 schließen ließ.

## Progetto Manifattura
Das Areal der Manifattura wurde am 30. Oktober 2008 von der Provinz Trient übernommen. Die Marketing- und Innovationsgesellschaft der Provinz, Trentino Sviluppo, begann daraufhin mit einer Umwandlung des Industriegeländes in einen Technologiepark, der vor allem auf Nachhaltigkeit setzt. Die Trägergesellschaft des Projekts firmierte zunächst als Manifattura Domani, dann als Progetto Manifattura. Der „alte“ Gebäudekomplex wird erhalten, während an der Stelle des Gewerbegebiets von 1970 ein völlig neues Areal mit modernen, flexiblen Räumlichkeiten entsteht.